# 1680
Năm 1680 (Số La Mã:MDCLXXX) là một năm nhuận bắt đầu từ ngày thứ hai (liên kết sẽ hiển thị đầy đủ lịch) trong lịch Gregory (hoặc một năm nhuận bắt đầu từ ngày thứ năm của lịch Julius chậm hơn 10 ngày).